# Звезда стајачица
Звезде стајачице или некретнице, или фиксне звезде су све звезде осим Сунца. Пошто је њихова удаљеност у односу на Земљу јако велика изгледа, у поређењу са Сунцем, Месецом и планетама, да се оне не крећу.